# Kardal, Chitapur
Kardal là một làng thuộc tehsil Chitapur, huyện Gulbarga, bang Karnataka, Ấn Độ.